# Гандесберген
Гандесберген (нем. Gandesbergen) — община в Германии, в земле Нижняя Саксония.
Входит в состав района Ниэнбург-на-Везере. Подчиняется управлению Айструп. Население составляет 452 человека (на 31 декабря 2010 года). Занимает площадь 6,99 км².
| Год  | Население |
| ---- | --------- |
| 1990 | 465       |
| 1995 | 422       |
| 2000 | 462       |
| 2005 | 485       |
| 2010 | 457       |